# Paropsisterna bimaculata
Paropsisterna bimaculata es una especie de escarabajo del género Paropsisterna, familia Chrysomelidae. Fue descrita científicamente por Olivier en 1807.
Habita en Australia. Desarrollará un color rojo justo antes de su hibernación invernal. Cuando emerge, el rojo desaparece lentamente en un color verde pálido con un dorado tenue. Esto toma alrededor de un mes con los machos generalmente avanzados.